# NU Большой Медведицы
NU Большой Медведицы (лат. NU Ursae Majoris), HD 237944 — двойная затменная переменная звезда типа Алголя (EA) в созвездии Большой Медведицы на расстоянии (вычисленном из значения параллакса) приблизительно 345 световых лет (около 106 парсеков) от Солнца. Видимая звёздная величина звезды — от +9,5m до +9,27m. Орбитальный период — около 5,5076 суток.

## Характеристики
Первый компонент — жёлтый субгигант спектрального класса G5IV.